# La Ligne rouge (film, 1998)
Pour les articles homonymes, voir The Thin Red Line et La Ligne rouge.
Pour plus de détails, voir Fiche technique et Distribution.
La Ligne rouge, ou La Mince Ligne rouge au Québec et au Nouveau-Brunswick (The Thin Red Line), est un film de guerre américain réalisé par Terrence Malick, sorti en 1998.
Le film évoque la bataille de Guadalcanal dans le Pacifique en 1942, qui opposa les Américains aux Japonais lors de la Seconde Guerre mondiale.

## Synopsis

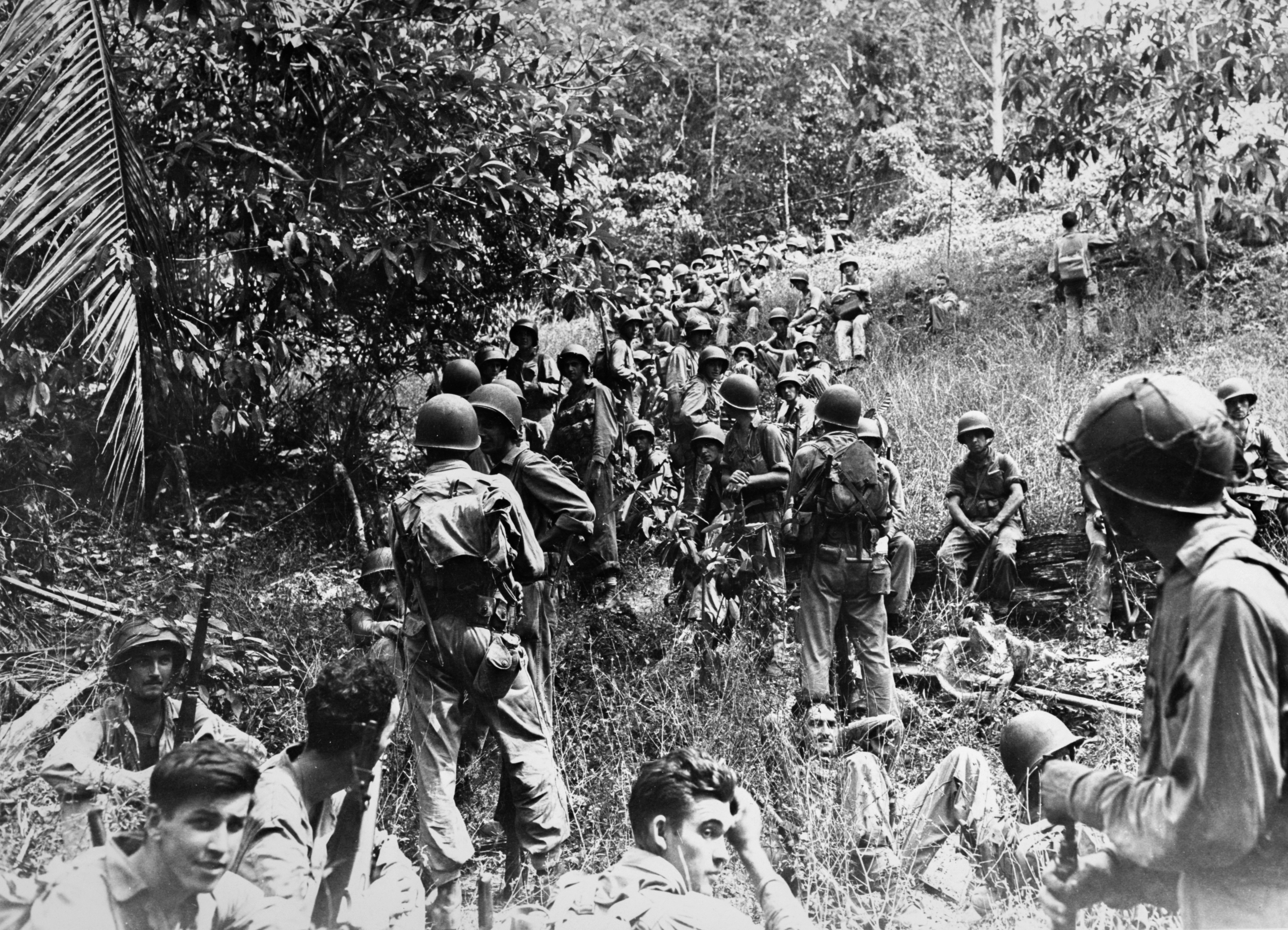
Marines américains durant la bataille de Guadalcanal, en novembre 1942.

Dans un paysage paradisiaque, les soldats vont se livrer une bataille sanglante où tous perdront une partie d'eux-mêmes. « Les monologues intérieurs des personnages finissent par se confondre, pour ne former qu'une seule voix. Une seule âme aux milliers de visages. Et les deviner tous si fragiles, si démunis, si éphémères aussi, procure, à chaque fois le même bouleversement. ».
Le film commence par des instants de calme qui se déroulent sur l'une des îles tenues par les Japonais, Guadalcanal, dans les îles Salomon. Le soldat Witt est ensuite réprimandé pour y avoir déserté : le sergent Welsh se veut clément, mais estime le soldat inadapté à l'armée et lui affirme que dans ce monde, un homme seul n'est rien et qu'il n'y a pas d'autre monde.
Les personnages, apeurés avant même leur débarquement, doivent parcourir un long chemin pour finalement arriver à la colline 210, fortement protégée par un bunker. L'assaut ne peut être que frontal, accompagné d'une médiocre préparation d'artillerie : le capitaine Staros constate rapidement que les pertes sont très lourdes. L'intendance ne suit pas et l'eau manque. Il en vient à désobéir à un ordre de son supérieur lui demandant de redonner l'assaut, ce qui est pour lui un massacre inutile.
Après de longues heures d'attente, une patrouille de sept volontaires est chargée de finir la montée en reconnaissance discrète et d'attaquer si possible : les soldats parviennent, à l'abri d'une petite corniche, à neutraliser le bunker et à faire des prisonniers.
S'ensuit alors un atroce massacre où les Japonais sont humiliés. L'enfer terminé, les hommes de la compagnie Charlie retrouvent un peu d'humanité en arrivant à l'aérodrome. Ils se voient confier une nouvelle mission. Mais en chemin, ils sont repérés par l'ennemi et une nouvelle patrouille part en reconnaissance : la tentative est un échec et pour sauver ses camarades, le soldat Witt se sacrifie seul dans une diversion.
Le film s'achève sur la compagnie s'éloignant en bateau de l'île ; on voit une jeune pousse bercée par le vent et les vagues d'une plage.

## Fiche technique
- Titre original : The Thin Red Line
- Titre québécois : La Mince Ligne rouge
- Titre français : La Ligne rouge
- Réalisation et scénario : Terrence Malick, d'après le roman La Ligne rouge de James Jones (1962), édité en français en 1963 sous le titre Mourir ou Crever, puis réédité ultérieurement sous le titre La Ligne rouge.
- Décors : Jack Fisk
- Costumes : Margot Wilson
- Photographie : John Toll
- Montage : Billy Webern, Leslie Jones et Saar Klein
- Musique : Hans Zimmer
- Son : J. Paul Huntsman
- Producteurs : Robert Michael Geisler, John Roberdeau et Grant Hill
- Sociétés de production : Fox 2000 Pictures, Phoenix Pictures et Geisler-Roberdeau
- Sociétés de distribution : 20th Century Fox, UFD (France)
- Pays de production :  États-Unis
- Langue : anglais, tok pisin et japonais
- Budget : 52 000 000 $
- Format : couleur (Technicolor) — 35 mm — 2.35:1 — son DTS / Dolby Digital / SDDS
- Genre : guerre
- Durée : 170 minutes
- Dates de sortie :
  -  États-Unis :
    - 22 décembre 1998 (première à Beverly Hills)
    - 23 décembre 1998 (sortie limitée)
    - 15 janvier 1999 (sortie nationale)

  -  France : 24 février 1999
- Classification : 
  -  États-Unis : R[2]
  -  France : 
    - Tous publics lors de sa sortie en salles (visa d'exploitation n°96375 délivré le 3 février 1999)[3]
    - Déconseillé aux moins de 10 ans lors de sa diffusion à la télévision[4]

## Distribution
- Sean Penn (VF : Emmanuel Karsen, VQ : Gilbert Lachance) : Sergent-chef Edward Welsh
- Jim Caviezel : (VF : Didier Cherbuy, VQ : Daniel Picard) : Soldat Robert Witt
- Nick Nolte (VF : Jacques Frantz, VQ : Hubert Gagnon) : Lieutenant-Colonel Gordon Tall
- Elias Koteas (VF : Gabriel Le Doze, VQ : Manuel Tadros) : Capitaine James « Bugger » Staros
- Ben Chaplin (VF : Olivier Cuvellier, VQ : Alain Zouvi) : Soldat Jack Bell
- Dash Mihok (VF : William Coryn, VQ : Benoit Rousseau) : Soldat Don Doll
- John Cusack (VF : Luc Boulad, VQ : Pierre Auger) : Lieutenant John Gaff
- Adrien Brody (VQ : Joël Legendre) : Caporal Geoffrey Fife
- John C. Reilly (VF : Éric Etcheverry ; VQ : Éric Gaudry) : Sergent Maynard Storm
- Woody Harrelson (VF : Philippe Vincent, VQ : Bernard Fortin) : Sergent Keck
- Miranda Otto : Marty Bell
- Jared Leto : Sous-lieutenant William Whyte
- John Travolta (VF : Renaud Marx , VQ : Jean-Luc Montminy) : Général de brigade David Quintard
- George Clooney (VF : Robert Guilmard ; VQ : Luis De Cespedes) : Capitaine Charles Bosche
- Nick Stahl (VF : Philippe Bozo ; VQ : Hugolin Chevrette) : Soldat Edward Bead
- Thomas Jane (VQ : François Sasseville) : Soldat Jason Ash
- John Savage (VF : Patrick Laplace , VQ : Guy Nadon) : Sergent Jack McCron
- John Dee Smith (VF : Alexandre Gillet , VQ : Antoine Durand) : Soldat Edward P. Train
- Kirk Acevedo : Soldat Alfredo Tella
- Mark Boone Junior : Soldat Christopher Peale
- Penny Allen : la mère de Witt
- Arie Verveen : Soldat Charlie Dale
- Matt Doran : Soldat Howard Coombs
- Paul Gleeson : Premier lieutenant George « Brass » Band
- Don Harvey : Sergent Paul Becker
- Danny Hoch (en) : Soldat Leonardo Carni
- Tim Blake Nelson (VF : Éric Missoffe ; VQ : François L'Écuyer) : Soldat Tills
- Larry Romano (en) (VQ : Carl Béchard) : Soldat Mazzi
- Simon Billig (VF : Daniel Lafourcade) : Lieutenant-colonel Billig
- Simon Westaway (VF : Mathieu Buscatto ; VQ : François Godin) : le premier éclaireur
- Randall Duk Kim : l'interprète nisei (crédité dans les remerciements)

## Production

### Choix des interprètes
Concernant le casting, Edward Norton s'est vu proposer un rôle mais a refusé. Plusieurs autres stars comme Leonardo DiCaprio, Matthew McConaughey, Johnny Depp, Brad Pitt, Nicolas Cage, Kevin Costner, Peter Berg, Ethan Hawke, Dermot Mulroney et William Baldwin se sont vu proposer les rôles du film, jusqu'à aller rencontrer le réalisateur, mais ont refusé.

## Musique

### Bande originale
La bande originale du film est composée par Hans Zimmer. Elle a été publiée le 12 janvier 1999 chez RCA Victor. Pour cette réalisation, Hans Zimmer a été récompensé du Satellite Award de la meilleure musique de film en 1999. Il a également été nommé à la 71e cérémonie des Oscars, dans la catégorie Meilleure partition originale pour un film dramatique.
Le cantique God Yu Tekem Laef Blong Mi (« Prends ma vie Seigneur ») chanté en pijin par The Choir Of All Saints, a été repris dans de nombreuses publicités (ex. : en 2016 en France pour la pub GMF), ainsi que dans le long-métrage 99 francs, réalisé par Jan Kounen en 2007. Cette chanson aux sonorités mélanésiennes sert de pré-générique à la fin heureuse du film.

### Musiques additionnelles
Le cantique Jisas Yu Holem Hand Blong Mi (« Jésus prend ma main »), qui sert aussi à la bande-annonce du film, est composé par Hans Zimmer mais ne figure toutefois pas sur la bande originale.
Les cantiques mélanésiens du film, interprétés en pijin par The Choir Of All Saints ainsi que des élèves de la Fraternité mélanésienne (The Melanesian Brotherhood) de Guadalcanal, ont été regroupés à part sur un album dédié.
Terrence Malick utilise notamment quelques pièces de musique classique :
- Annum per annum d'Arvo Pärt[9]
- In Paradisum, dernière partie du Requiem de Gabriel Fauré[9]
- The Unanswered Question de Charles Ives[9]

## Accueil

### Critiques
Sur le site Web agrégateur Rotten Tomatoes, le film a obtenu un taux d'approbation de 80 % basé sur 98 commentaires et une note moyenne de 7,25⁄10, indiquant des « critiques généralement favorables ». Le consensus critique du site Web se lit comme suit : « La Ligne rouge est un film extrêmement philosophique sur la Seconde Guerre mondiale avec une énorme distribution de stars passionnées ».
François Gorin, critique de la revue Télérama, estime que c'est « une œuvre magistrale » mais émet toutefois une réserve : « En cédant parfois aux poncifs d’une religiosité vague (auras de lumière, musique envahissante), Malick alourdit son film d’une symbolique naïve. »

### Box-office
| Pays ou région    | Box-office   | Date d'arrêt du box-office | Nombre de semaines |
| ----------------- | ------------ | -------------------------- | ------------------ |
| États-Unis Canada | 36 400 491 $ | 20 mai 1999                | 16                 |
| Total mondial     | 98 126 565 $ | -                          | -                  |

## Distinctions

### Récompenses
- Ours d'or au Festival de Berlin
- Satellite Award :
  - Meilleure musique de film pour Hans Zimmer

### Nominations
- 71e cérémonie des Oscars :
  - Oscar du meilleur film
  - Oscar du meilleur réalisateur pour Terrence Malick
  - Oscar du meilleur scénario adapté pour Terrence Malick
  - Oscar de la meilleure photographie
  - Oscar du meilleur montage
  - Oscar du meilleur son
  - Oscar de la meilleure musique de film (catégorie Meilleure partition originale pour un film dramatique) pour Hans Zimmer

## Analyse
Le film explore le comportement d'hommes ordinaires lors d'un conflit armé ; le motif principal du film tourne autour du vivre et du mourir en temps de guerre et par extension, en général. Bien qu'étant composé de scènes d'action intenses et se voulant réalistes, le film est surtout une réflexion sur la guerre.
Le film joue en permanence sur l'opposition entre des scènes de batailles très violentes et des longs plans contemplatifs qui montrent une nature paradisiaque, merveilleuse, apaisante et exubérante. Le fort contraste met ainsi l'accent sur l'absurdité et le non-sens de la guerre. Le film est ponctué de nombreux gros plans sur la flore ou la faune, ou de longs plans statiques montrant des scènes de vie quotidienne des habitants à la vie primitive de ces îles, comme pour mettre en évidence la fragilité du milieu, livré à la brutalité aveugle de la guerre et des techniques modernes dévastatrices. L'île de Guadalcanal est montrée comme étant un paradis idyllique avant la bataille, et le film se conclut sur l'image emblématique d'une noix de coco commençant à germer, promesse que la nature va reprendre de nouveau ses droits et que l'île va ainsi retrouver son caractère paradisiaque. Mais, entretemps, le film montre l'île comme étant un enfer pour les soldats des deux camps qui s'affrontent, au point que la bataille de Guadalcanal est surnommée comme étant le « Verdun du Pacifique ».
Les voix off sont constamment privilégiées pour permettre au spectateur d'accéder au monde intime des personnages, à leurs réflexions sur la vie et le sens de la vie, la mort et les préoccupations métaphysiques, la guerre et les raisons de la violence, la nature humaine. L'usage de la voix off permet ainsi d’exprimer une multitude de problèmes ou d’enjeux au cœur du film, dont, notamment, la tension entre une « intériorité moderne et un héroïsme épique ».
Malgré la pléthore d'acteurs connus au générique, il n'y a pas à proprement parler de rôle principal.
Le montage initial de La Ligne Rouge durait 6 heures. Au montage final, de nombreuses séquences ont donc été supprimées, notamment celles avec Mickey Rourke, Gary Oldman, Bill Pullman et Lukas Haas. Le cas le plus extrême reste celui d'Adrien Brody pour qui, le film reste une « humiliation publique ». En effet, acteur inconnu à l'époque, Brody s'imaginait parmi les rôles principaux de La Ligne rouge car interprétant le héros de la nouvelle dont le film était adapté. Après 6 mois de tournage, Brody constate à sa grande déception, à l'avant-première, que son personnage a été drastiquement réduit à un rôle de quasi-figurant avec deux répliques à la suite du choix de Terrence Malick de focaliser son film plutôt sur le soldat interprété par Jim Caviezel.
De plus, Billy Bob Thornton a enregistré plus de trois heures de narration, qui ont été remplacées par la suite par les voix off des interprètes du film.
Pour Margot Steiner, La Ligne rouge se rapproche du poème Le Dormeur du val d'Arthur Rimbaud. La description d'une nature idyllique en temps de guerre étant un thème commun dans les deux œuvres.

## Postérité
Le groupe Explosions in the Sky a samplé une partie de la narration du film pour leur titre Have You Pass Through This Night?, sur leur album Those Who Tell the Truth Shall Die / Those Who Tell the Truth Shall Live Forever, sorti en 2001.